# جيمس مكارثي
جيمس مكارثي (بالإنجليزية: James McCarthy)‏ (مواليد 12 نوفمبر 1990 في غلاسكو - إسكتلندا) لاعب كرة قدم أيرلندي يلعب حاليا لصالح نادي الدرجة الممتازة ايفرتون الإنجليزي منذ 2009 في مركز لاعب وسط (كرة قدم) .

## روابط خارجية
- جيمس مكارثي على موقع الاتحاد الدولي (مؤرشف)  (الإنجليزية)
- جيمس مكارثي على موقع الاتحاد الأوربي (الإنجليزية)
- جيمس مكارثي على موقع قاعدة بيانات كرة القدم.إي يو (الإنجليزية)
- جيمس مكارثي على موقع ناشيونال فوتبول تيمز (الإنجليزية)
- جيمس مكارثي على موقع Soccerbase.com (لاعب) (الإنجليزية)
- جيمس مكارثي على موقع Soccerway.com (الإنجليزية)
- جيمس مكارثي على موقع عالم كرة القدم.نت (الإنجليزية)
- جيمس مكارثي على موقع كووورة
- جيمس مكارثي على موقع AS.com (الإسبانية)